# Dipcadi glaucum
Dipcadi glaucum là một loài thực vật có hoa trong họ Măng tây. Loài này được (Burch. ex Ker Gawl.) Baker mô tả khoa học đầu tiên năm 1870.